# 9. korpus (JLA)
Za druge 9. korpuse glejte 9. korpus.
9. korpus (tudi Kninski korpus) je bil pehotni korpus v sestavi Jugoslovanske ljudske armade.

## Organizacija
1991
- poveljstvo
- 9. bataljon vojaške policije
- 9. bataljon za zveze
- 9. dopolnilni bataljon
- 9. sanitetni bataljon
- 9. avtotransportni bataljon
- 9. oklepni bataljon
- 9. mešani topniški polk
- 180. motorizirana brigada
- 557. mešani protioklepni topniški polk
- 332. komunikacijski polk
- 594. inženirski polk
- 3. brigada teritorialne obrambe

## Poveljstvo
Poveljniki
- Tomislav Trajčevski (?–1989)
- Spiro Niković (1989–?)
- Vladimir Vuković (?–junij 1991)
- Ratko Mladić (junij 1991–?)

Načelniki štaba
- Ratko Mladić (?–junij 1991)